# Red House Blues
I Red House Blues sono un gruppo rock/Indie rock italo-statunitense, formatosi nel 2001 grazie all'iniziativa di Sean Meadows (artista dei più noti June of 44) e David Lenci. Al duo originario si sono uniti i Laundrette, la band marchigiana composta da Marco Carlini, Lucio Febo e Massimo Bartera.
Il nome del gruppo trae spunto dallo studio di registrazione di Senigallia, Red House Recordings, dove la band ha dato alle stampe l'album d'esordio omonimo e il successivo "Essential Ordinary Revolutions".
Tra il 2002 e il 2004 la band ha avuto l'opportunità di esibirsi dal vivo in Italia e in Spagna. Testimonianza delle esibizioni resta il video "Red House Blues 2002 Italy tour" magistralmente girato dalla talentuosa Ruth Chon di Los Angeles. Rompendo un lungo silenzio, tra giugno del 2017 e il giugno del 2019 la formazione italoamericana registra otto nuove tracce.

## Discografia
- 2002 - Red House Blues (Gamma Pop Records), Sean Meadows e David Lenci
- 2004 - Essential Ordinary Revolutions (Load Up Records/Self, Lake Records), Sean Meadows e David Lenci